# Marquis de Carette
Pour les autres membres des familles, voir Famille del Carretto.
Pour les articles homonymes, voir Carette.

Nicolas Cevoli (en italien : Nic(c)olò Cevoli del Carretto), plutôt connu sous son titre de marquis de Carette, est un médecin empirique et charlatan italien naturalisé français. Né en 1650 à Savone dans la république de Gênes, il voyage en Europe de l'Ouest, et après un scandale sur de faux diplômes en Belgique, il finit par s'établir en France en 1694. Il y connaît un succès par ses prétendus remèdes, fréquente et soigne la petite et grande noblesse de son époque, qui a bien souvent une mauvaise opinion de lui.
Débutée avant son arrivée en France, la recherche de Carette pour être reconnu héritier légitime du titre de marquis et des terres de la famille del Carretto en Toscane va porter ses fruits en 1698. Il est emprisonné à vie en 1705 à la forteresse de Volterra par ordre du grand-duc Côme III de Toscane, à la suite de menaces envers lui pour avoir un plus grand patrimoine. Sa date et son lieu de décès sont inconnues ; il se peut qu'il meure malade dans la forteresse la même année.

## Biographie

### Famille
Selon l'arbre généalogique établi par le comte Vittorio Aldiberti (un pseudonyme de Carette ?), Nicolas Cevoli serait un descendant de Constance II, empereur romain, comme l'avaient aussi prétendu d'autres familles tel que les Pic de la Mirandole, à qui Carette se rattache. La maison aurait été fondée à la suite de l'union entre une de ses filles naturelles nommée Euride, qui se serait enfuie avec Mainfroi, un prince sudète proche de l'empereur, avec qui elle aurait conçu plusieurs enfants. Parmi eux serait né Pedocca, qui aurait été père de Manfredi et Costanzo, qui aurait eu un fils nommé Cevolo, lui-même père d'un Manfredo Cevoli et prétendu fondateur de Cevoli en Toscane, un hameau (frazione) de Pise ; s'ensuit une longue descendance jusqu'à Nicolas Cevoli.
Le grand-père de Carette est Raynier Cevoli, peut-être un descendant bâtard d'une famille noble appelée Cevoli, qui a épousé Clelia Reijina, dame de grande noblesse et beauté, avec qui il ne se serait pas entendu ; il se serait fait carme après sa mort. Son père François Cevoli est un soldat italien reconnu qui, en 1627, épouse Françoise, fille unique et héritière du marquis Frédéric del Carretto, de vieille noblesse italienne.

### Jeunesse et voyages

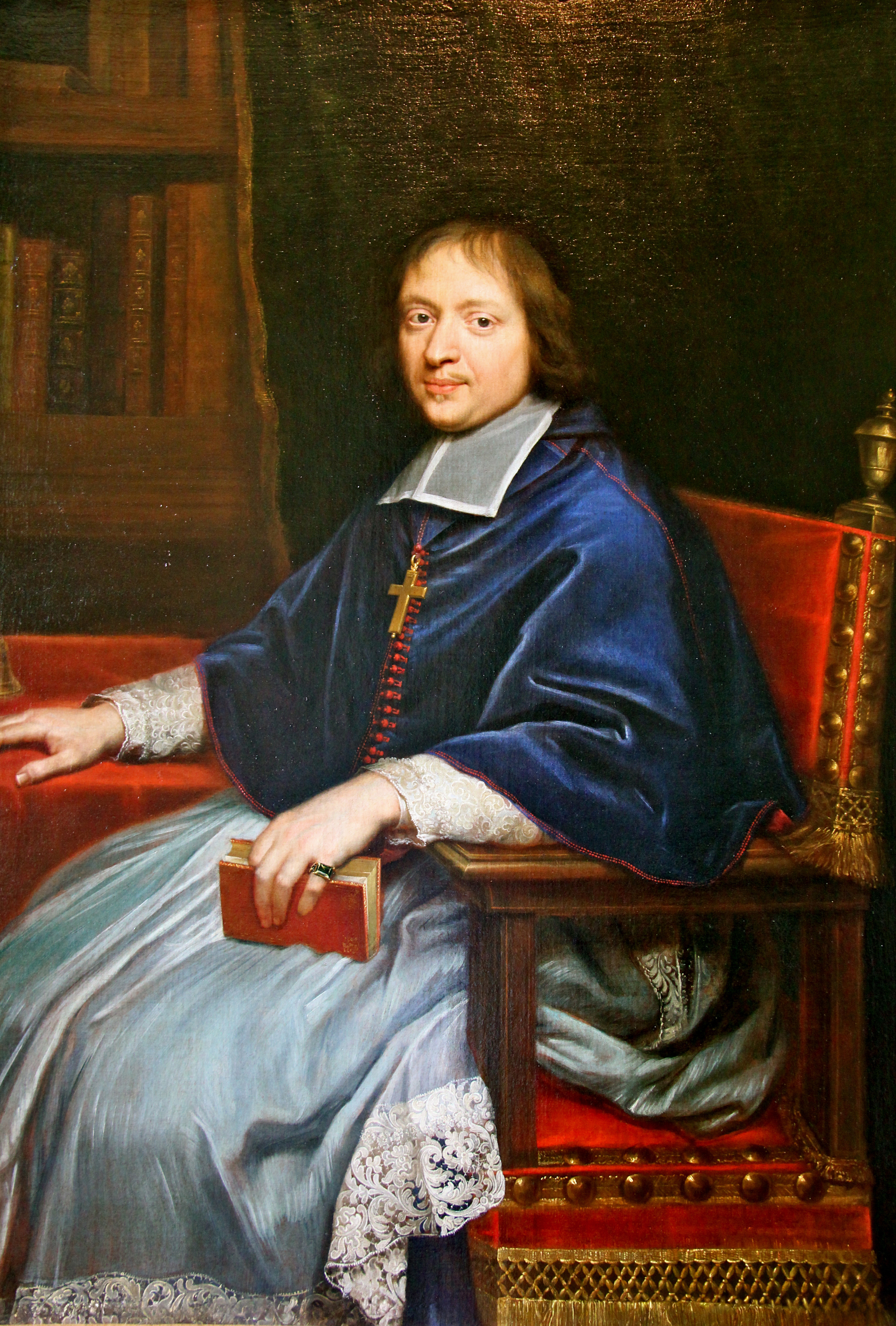
Jacques-Bénigne Bossuet, évêque de Meaux, par Pierre Mignard (v. 1675).

De ce mariage naissent plusieurs enfants : Marco, Raniero, Giovanni Battista, Giovanni Carlo et Niccolò, futur Nicolas Cevoli de Carette. Seuls survivront à l'enfance Giovanni Carlo, qui entre dans les ordres de l'Église catholique, et Niccolò, qui fait des études de médecine à l'université de Turin. Il naît l'année de la mort de son père, et ne fut pas aimé par sa famille qui, lorsque mourut son oncle Tiberio Cevoli, alla capter l'héritage qui lui revenait. Il est emprisonné sept mois à Florence (où il vivait) pour avoir séduit la fille de son avocat. Sa mère et un oncle voulurent lui imposer un mariage avec une cousine déjà veuve, ce qu'il refusa.
En 1670, à Rome, il intenta un procès pour faire valoir ses droits sur le marquisat et les fiefs de sa famille, faisant alors face aux descendants de Maria, Giulia et Marta del Carretto, mariées un siècle plus tôt à, respectivement, Guido Vaini, prince de Selce in Sabina et chevalier de l'ordre du Saint-Esprit, Pietro Mellini, riche marchand florentin, et au marquis de Mompeo, de la famille Nari.
Il partit à Vienne, où il écrivit La Musa veritiera (La Muse véritable), dédicacée à l'impératrice Éléonore, en 1677. Il fut emprisonné dix-sept jours pour s'être battu puis il émigra à Amsterdam puis Londres ; mais à la suite du faux complot papiste en 1679, il fuit en Belgique espagnole où il exerce la médecine. Ultramontaniste, il se positionna contre la Déclaration des Quatre articles de l'évêque Jacques-Bénigne Bossuet durant la controverse ; en 1682, dans son Antigraphum ad cleri gallicani, il appela à brûler les évêques de France et ceux qui approuvaient Bossuet, en même temps que la Déclaration.
Malgré ses efforts pour démontrer les résultats de ses cures, et en raison de la pression de médecins d'universités françaises et belges, dont Pierre Brisseau, il renonça à la médecine le 18 janvier 1681, mais pas à venir en aide à qui lui demanderait des remèdes.

### Arrivée en France

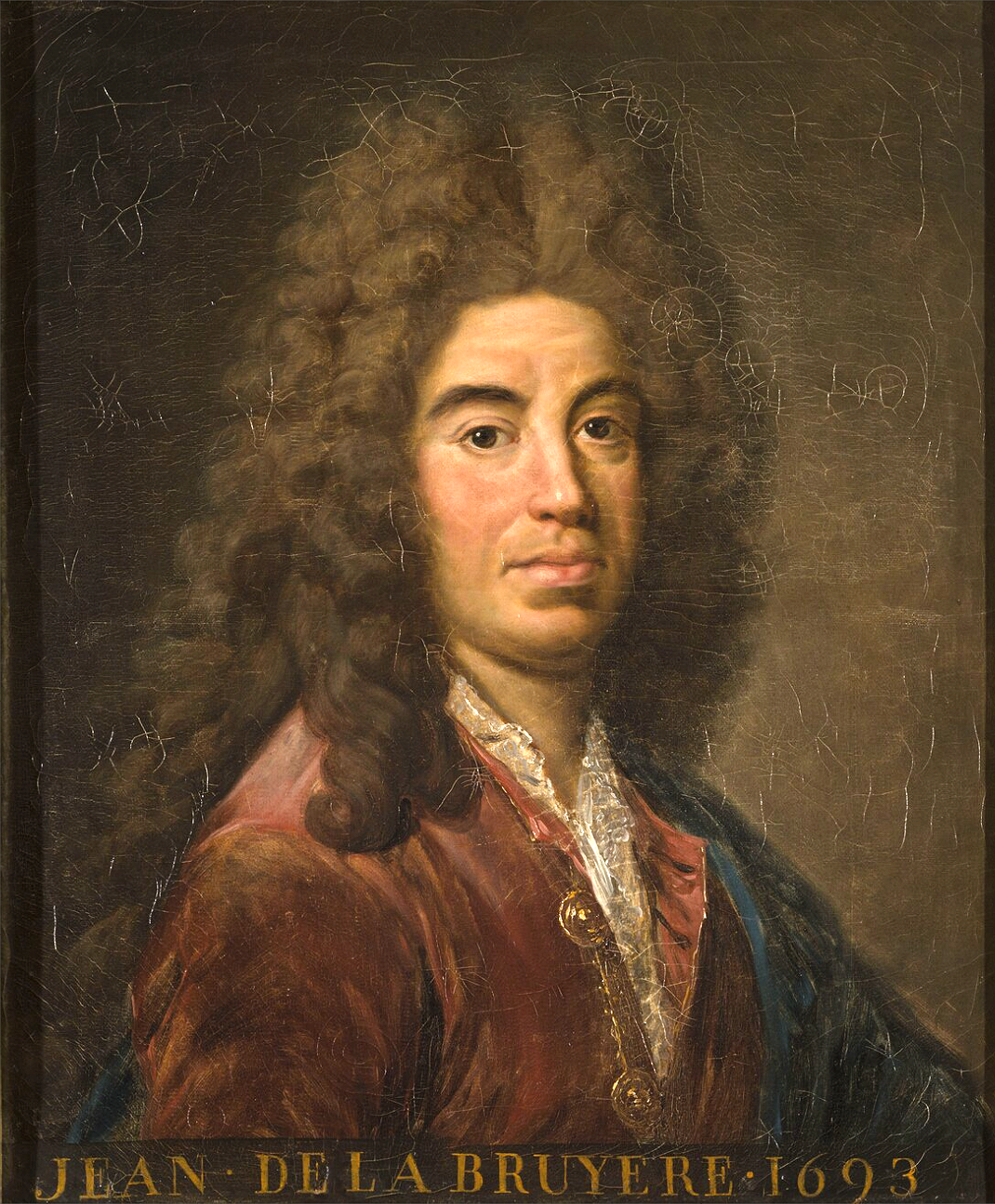
Jean de La Bruyère, qui fit un portrait incisif du marquis pour la postérité.

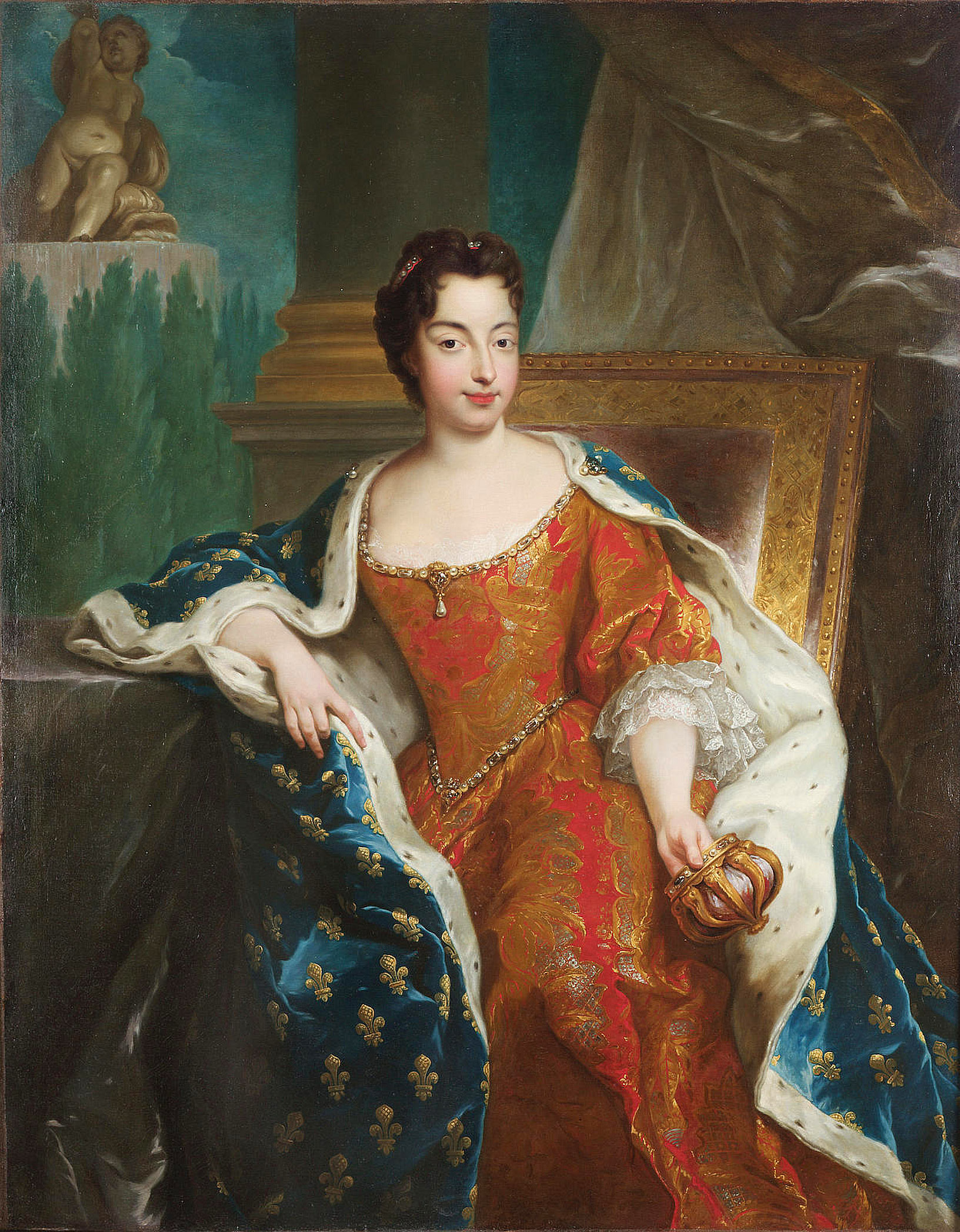
Marie-Anne de Bavière, dauphine de France.

Vers 1684, son parent Othon-Henri del Carretto, marquis de Grane et gouverneur des Pays-Bas espagnols, le fit expulser à la suite des polémiques sur ses brevets de médecin, philosophe et juriste (qui semblaient faux). Il est naturalisé Français en janvier 1685 et s'établit dans la rue de Sèvres, à Paris, puis il ouvre un laboratoire avec la permission de la chambre des comptes, où il fait payer ses médicaments à gros prix, tel que son eau du puits ou eau Carretto. 
Il était mal vu par ses contemporains français, qui l'appelaient seulement le marquis, se moquaient de ses prétentions nobiliaires, ainsi que de son mauvais comportement en société. En 1688, dans ses Caractères, Jean de La Bruyère se moque de lui, en l'appelant Carro Carri, dans le chapitre De quelques usages. L'abbé Testu, amant de la marquise de Coulanges, ne venait plus la visiter, car il ne supportait pas Carette, qu'elle sollicitait beaucoup depuis 1694, en raison de sa sempiternelle mauvaise santé. Son époux le marquis et sa belle-cousine de Sévigné se moquaient et se désolaient souvent dans leurs lettres de l'influence qu'il avait sur elle. Cependant, il semble que Madame de Sévigné finît par devenir l'amie de Carette, et de recommander ses remèdes.

#### Au service des grands du royaume
Pour une « pétoffe », Carette fut couvert de ridicule, car il fut jaloux de Monsieur de Barbezieux, après une partie à Vaugirard : il sembla à Carette « qu'il [Barbezieux] parut touché de la petite dame », Madame de Séchelle, pour qui Carette avait des sentiments. Il fallut l'intervention de Madame de Coulanges pour qu'il revienne parmi eux, après plusieurs jours.
Le duc d'Orléans, qui était devenu son protecteur, l'avait appelé pour soigner le duc de Piney-Luxembourg, tandis que son frère Louis XIV avait appelé Guy-Crescent Fagon, son premier médecin ; malgré les essais de chacun pour montrer lequel était le meilleur, le maréchal meurt le 4 janvier 1695, à l'âge de 66 ans.
En 1696 ou 1697, il prend des associés car il est très demandé par des membres de la noblesse, dont Anne de Goüyon de Matignon, marquise de Névet, le comte du Bourg, le comte de Saint-Hérem, ou encore le roi de France, Louis XIV, qui avait demandé son aide pour soigner Madame la dauphine, en 1690, mais il avait alors admis ses remèdes incapables.

### Procès et disparition

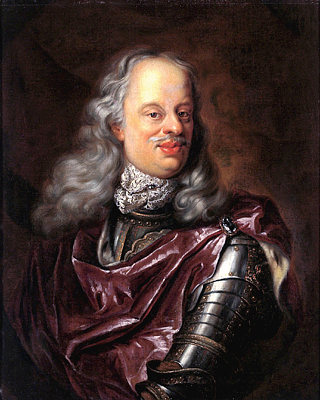
Côme III, grand-duc de Toscane, par Jan Frans van Douven (v. 1700).

Le Journal du marquis de Dangeau, à la date du 9 juin 1698, raconte : 
« M. le Grand-Duc [de Toscane] a mandé à Monsieur que Carette avait gagné son procès à Florence, qu'il le faisait mettre en possession de plusieurs terres qui sont dans ses États, et qui tout ensemble valent bien 50 000 livres de rente ; qu'il avait  été reconnu héritier de la maison de Scevoli [sic], et qu'en conséquence du jugement qui avait été rendu à Florence, il avait droit de demander plus de 100 000 livres de rente qui sont dans l’État ecclésiastique, et dont il croit que le pape le fera mettre en possession. Ainsi cet homme nous avons vu ici faisant la médecine, et que nous traitions de visionnaire sur sa naissance et sur ses biens, se trouve effectivement homme de bonne maison et fort riche. »
Saint-Simon prétend qu'il « vécut encore longtemps grand seigneur. », mais cette information est fausse : avide de plus de patrimoine, il retourna en Italie la même année 1698, pour qu'on lui reconnaisse ses droits sur le comté de Cevoli en Toscane. Il écrivit et envoya plusieurs pamphlets au grand-duc de Toscane, où il dénonça la corruption et la malhonnêteté des magistrats et des fonctionnaires. Il le menaça d'écrire un manifeste quadrilingue sur le manque de justice en Toscane, ce qui aurait alors indigné l'Europe. Le grand-duc le fit capturer le 19 août 1698, avec la complicité des autorités milanaises. Carette fut emprisonné à vie dans la forteresse du seigneur de Volterra pour bigamie et menaces envers le grand-duc. Très mal en point, il demanda sa libération en 1705, ne serait-ce qu'en raison des conditions sanitaires difficiles, mais sa demande ne sembla pas avoir eu de suite et on perd sa trace.

## Mariages et descendance

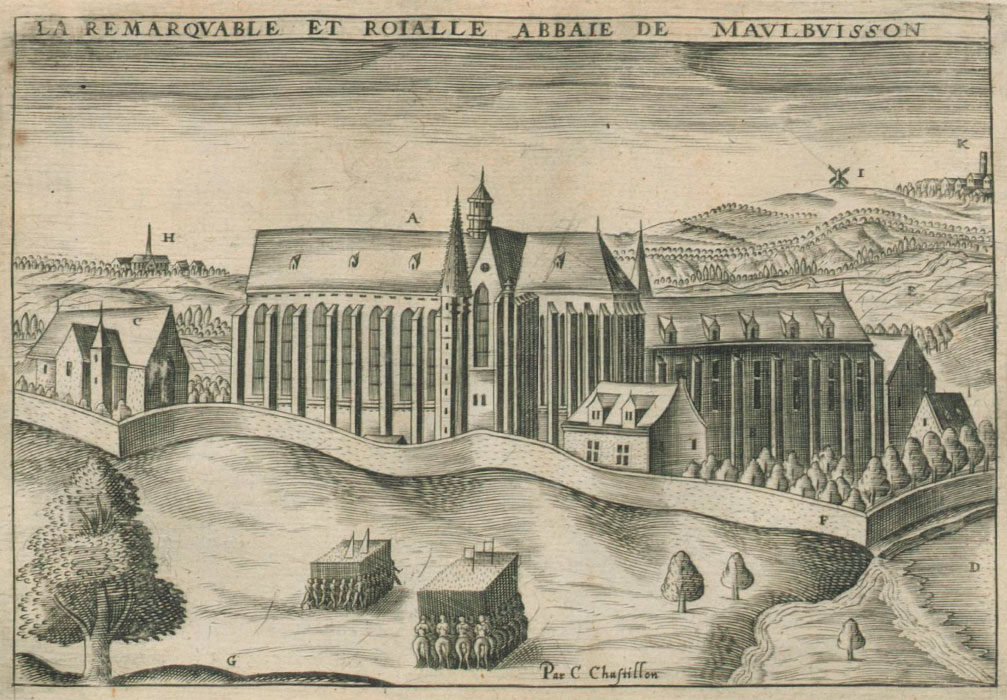
L'abbaye de Maubuisson, gravure par Claude Chastillon, BNF (début du XVII).

Il fut marié avec sa cousine Giulia Maria Botta, en 1666, contre son gré, et il ne consomma pas le mariage, selon Aldiberti. Avant de régulariser sa situation le 14 avril, il épousa clandestinement le 10 ou 12 mars 1681, Jeanne-Élisabeth de Formanoir (domina Joanna Elisabeth de Founaneri), fille du seigneur belge Gérard de Formanoir et de Catherine-Thérèse Le Boucq, dite de Carnin. Carette et Formanoir eurent deux enfants :
- Jean-Joseph-François-Marie Cevoli del Carretto, politicien en Italie, né à Tournai le 2 septembre 1689, et baptisé à la cathédrale Notre-Dame de Tournai le 18 du même mois[5],[n 1] ;
- Monique-Julie Cévoli de(l) Caretto, née vers 1685-86 et morte le 8 octobre 1770 à 84 ans, après 70 ans de profession religieuse à l'abbaye de Maubuisson[24],[25].

## Titulature
Selon les corrections et additions aux Mémoires du duc de Saint-Simon (qui l'avait appelé Caretti et disait qu'il prétendait descendre des Savoli), il se titrait ainsi : « Marquis Nicolas Cevoli, des marquis del Carretto, des comtes de Santa-Julia, Brovia, Niosa et Lodizio, fiefs impériaux dans les Langues de Piémont et de Montferrat, comte Cevoli en Toscane, patricien romain, citoyen noble de Savone, docteur en l'un et l'autre droit, en philosophie et en médecine. »